# Hjørundfjords kommun
Hjørundfjords kommun (norska: Hjørundfjord kommune) var en kommun i Møre og Romsdal fylke i västra Norge. Kommunen omfattade den östra delen av nuvarande Ørsta kommun och gränsade till Sogn og Fjordane fylke i söder. Byn Sæbø utgjorde kommunens centralort.

## Administrativ historik
Hjørundfjords kommun upprättades den 1 januari 1838 (som Jørringfjord formannskapsdistrikt) när Formannskapslovene från 1837 trädde i kraft.
Den 1 januari 1964 gick Hjørundfjords kommun, tillsammans med Vartdals kommun, upp i Ørsta kommun. Kommunens hade då 1 728 invånare.